# Nepytia phantasmaria
Nepytia phantasmaria là một loài bướm đêm trong họ Geometridae.